# 花朱顶红
花朱顶红（学名：Hippeastrum vittatum）为石蒜科朱顶红属的植物。又名：线缟华胄兰，原生种分布在秘鲁。1911年由日本园艺工作者铃木三郎从新加坡引进至台湾，现已引进人工栽培。中国大陆的海南、广东、湖北、广西等地均有分布。